# Mikekarácsonyfa
Mikekarácsonyfa è un comune dell'Ungheria di 255 abitanti (dati 2001). È situato nella contea di Zala.